# David Ossman
David Ossman est un acteur et scénariste américain né le 6 décembre 1936 à Santa Monica en Californie. Il est principalement connu pour avoir fait partie de la troupe de théâtre The Firesign Theatre et pour avoir scénarisé le film Zachariah.

## Biographie

### Carrière
Les rôles de David Ossman pendant ces années au sein du Firesign Theatre comprennent George Leroy Tirebiter dans Don't Crush That Dwarf, Hand Me the Pliers et Catherwood dans la série sur Nick Danger.
En 1973, il enregistre l'album How Time Flys. Pendant les années 1980, il quitte le ßßFiresign Theatreßß afin de produire dans un premier temps des programmes pour la National Public Radio.
Pendant les années 1990, David Ossman et sa femme Judith Walcutt fonde la société Otherworld Media, avec laquelle ils produisent des pièces radiophoniques pour enfants, ainsi qu'une série de grandes émissions de théâtre invitant des stars pour NPR comprenant : We Hold These Truths (1991), Empire of the Air, War of the Worlds 50th Anniversary Production, Raymond Chandler's Goldfish et l'adaptation théâtrale à l'occasion du centième anniversaire du Magicien d'Oz.
Les dernières production de Otherworld Media sont A Thousand Clowns, Through the Looking Glass et A Taffetas Christmas. Ces performances se tiennent au théâtre pour enfants de l'île Whidbey, un théâtre local où les enfants peuvent venir jouer des pièces de théâtre et autres ateliers.
Otherworld Media a aussi eu la tâche d'adapter et de produire une demie douzaine de pièces radiophoniques en direct entre 2007 et 2008 au festival Mystery Writters tenu à Owensboro au Kentucky. David Ossman scénarise et réalise l'adaptation de Albatross, originellement écrit par Lance Rucker et Timothy Perrin qui remporte l'Angie Award en 2007.
David Ossman écrit également un roman d'enquête : The Ronald Reagan Murder Case: A George Tirebiter Mystery. En 2008, Bear Manor Media publie ses mémoires : Dr. Firesign's Follies: Radio, Comedy, Mystery, History.
Des versions scéniques de Don't Crush That Dwarf, Hand Me the Pliers, The Further Adventures of Nick Danger, Third Eye, Waiting for the Electrician or Someone Like Him et Temporarily Humboldt County sont publiées par Broadway Play Publishing.
David Ossman écrit également un livre de poèmes en 2008 intitulé Fools & Death.

### Vie privée
Le 19 mars 2008, les rangers du parc national du mont Rainier découvre le corps du plus âgés des fils de David Ossman, Devin, à moins de deux miles du début du sentier où il avait garé sa voiture deux jours plus tôt pour une randonnée d'une journée. Sa femme avait reporté sa disparition la veille.
David Ossman a également une fille, Alizon. Sa femme et lui résident actuellement sur l'île Whidbey.

## Filmographie

### Scénariste
- 1971 : Zachariah
- 1972 : Martian Space Party
- 1975 : Everything You Know Is Wrong
- 2001 : Firesign Theatre: Weirdly Cool
- 2017 : Everything You Know Is Wrong: The Declassified Firesign Theatre

### Réalisateur
- 1975 : Everything You Know Is Wrong
- 2017 : Everything You Know Is Wrong: The Declassified Firesign Theatre

### Acteur
- 1972 : Martian Space Party
- 1975 : Everything You Know Is Wrong : Shérif Luger Axehandle et autres rôles
- 1980 : Below the Belt
- 1996 : Super Zéro : Professeur Peelie et autres voix (4 épisodes)
- 1996 : Pyst
- 1998 : 1 001 Pattes : Cornelius
- 1998 : 1 001 Pattes : Cornelius
- 1998 : God's Clowns : Frère Slappy
- 2000 : Pyjama Sam : Héros du goûter
- 2000 : Nowheresville : Earl Apple
- 2001 : Osmosis Jones : Scabies
- 2016 : Five Grand : Abner Wilhelm
- 2017 : Everything You Know Is Wrong: The Declassified Firesign Theatre : Art Wholeflaffer